# Helena Miquel i Jesús
Helena Miquel i Jesús   (Barcelona, 2 de maig de 1972) és una periodista, cantant i actriu catalana.

## Trajectòria
En l'àmbit musical, ha estat membre de Facto Delafé y las Flores Azules (juntament amb Oscar D'Aniello) i de la banda de pop alternatiu Élena. Miquel va deixar Delafé el 2015, però el grup es va reformar el 2022. Va debutar en solitari amb El sol en la sombra el 2017.
Miquel es va involucrar amb la indústria cinematogràfica en compondre quatre cançons per a Jo soc la Juani (2006). Després del seu debut com a actriu a L'idioma impossible (2010) en el paper de Victoria, ha participat en papers secundaris en pel·lícules com No habrá paz para los malvados (2011), i Cerrar lo ojos. (2023), i a la telenovel·la La Riera com a Tània.